# Yuusuke
Yuusuke（ユースケ、1984年 - ）は日本の作曲家・編曲家・ピアニスト。

## 来歴
1984年生まれ。5歳でピアノをはじめ、13歳から独学で作曲を始める。音楽の持つ癒しの力に惹かれ、自身を含む人の心の癒しや豊かな自然をテーマに楽曲制作を開始。ピアノ、ストリングスを中心としたヒーリング・ミュージック、ニューエイジ・ミュージック、器楽曲、ヴォーカル曲を主に制作。2012年より自主レーベル「Peaceful Music」を運営。映画「ロボット修理人のAi（愛）」で劇伴音楽、主題歌の作曲を手掛ける。インスタグラム投稿のBGMとして「春の足音」が17万件以上、「幸せのエッセンス」が15万件以上使用され人気を博す。2025年には「春の足音」と「私の人生を愛そう」がインスタグラム日本BGMトレンドでチャート1位を記録し、全楽曲の累計再生数が11億再生を突破。ソロ活動以外にGRACEFUL MUSICの音楽を担当する。

## 作品

### ソロ作品
2006年
- From Heaven
- Inner Peace

2007年
- Inner Peace2
- Ending&Beginning
- Meditation to Abundantia （シングル）
- Meditation to Archangel （シングル）

2008年
- RADIANCE
- Love Yourself （シングル）
- Divine Passion （シングル）
- True Memories （シングル）
- Miracle （シングル）

2009年
- Crystal Spring
- Peaceful Blue
- 7 Signs
- Healing Wind

2010年
- Singing Earth

2013年
- Peaceful Heart
- Sacred Ground -光と風と-
- Gentle Heart

2015年
- Honesty

2016年
- Silent Night （配信シングル）

2017年
- Eternal Harmony

2018年
- The Essence of Happiness

2019年
- The Best of Peaceful Piano

2020年
- Under The Moon （配信シングル）

2021年
- 春風の伝言 （配信シングル）

2022年
- 夏の光を纏って （配信シングル）
- Horizon Blue （配信シングル）
- BRAVE HORSE （配信シングル）
- Harvest Melodies

2023年
- 目覚めの季節 （配信シングル）
- 幾千の夜を超えて （配信シングル）
- Return to Love

2024年
- 愛する大地へ （配信シングル）
- Dance with The Wind （配信シングル）
- はじまりのファンファーレ （配信シングル）
- History of Soul

2025年
- The Sounds of Promise
- Self Hug
- 太陽と月に照らされて （配信シングル）

### 映画劇伴
2020年
- ロボット修理人のAi オリジナルサウンドトラック （配信アルバム）

2021年
- ロボット修理人のAi -Another Story- （配信アルバム）
- ロボット修理人のAi オリジナルサウンドトラック

### 安生正人&Yuusuke
2013年
- Sound Sketch

2016年
- Tina